# Piprankeväxter
Piprankeväxter eller hålrotsväxter (Aristolochiaceae) är en familj i ordningen Piperales med 5-8 släkten och cirka 480 arter. De förekommer i nästan hela världen, utom i de kallaste delarna.